# Clemente Corte
Clemente Giuseppe Corte (Vigone, 21 novembre 1826 – Vigone, 20 marzo 1895) è stato un patriota e politico italiano.

## Biografia
Ufficiale d'artiglieria dell'esercito regolare sardo, fu decorato della medaglia d'argento al valor militare nella battaglia di Novara del 1849. Fu Capo di Stato Maggiore di Garibaldi nei Cacciatori delle Alpi nella guerra del 1859. Partecipò alla campagna meridionale del 1860 al seguito della spedizione di Giacomo Medici, ma il suo gruppo, composto del piccolo bastimento Utile e della nave Charles and Jane, fu catturato dalla Marina borbonica; i circa 950 volontari furono condotti a Gaeta e, successivamente rilasciati, ripartirono il 15 luglio 1860 con la nave Amazon.

Fu ferito al petto nella presa della città di Milazzo e si comportò da valoroso nell'assedio della fortezza di Capua. Nel 1862 fu in Aspromonte con Garibaldi.
Nella terza guerra di indipendenza si arruolò volontario nel Corpo Volontari Italiani e fu posto al comando, dapprima del 1º Reggimento volontari, poi nominato generale della 4ª Brigata. Si distinse nella battaglia di Monte Suello del 3 luglio e, per il valore dimostrato, fu insignito a guerra finita della medaglia d'oro al valor militare.
Deputato della Sinistra storica eletto nella circoscrizione di Rovigo e prefetto, scrisse per il Corriere della Sera, fu nominato senatore il 15 febbraio 1880. Alla Camera fu convinto sostenitore del colonialismo italiano e dell'occupazione di Assab e Massaua divenendo in poco tempo uno degli esponenti di punta del "partito coloniale".
Morì a Vigone nel 1895.
Il Gran maestro del Grande Oriente d'Italia Ernesto Nathan lo rivelò massone nel suo discorso al Teatro Costanzi di Roma  il 21 aprile 1918.